# Boreum
Boreum (łac. Diœcesis Boriensis) – stolica historycznej diecezji w Cesarstwie Rzymskim (prowincja Libia Pentapolitana), współcześnie w Libii. Jedynym wzmiankowanym biskupem tej diecezji jest ariański hierarcha Sentianus (IV w.). Od 1933 figuruje na liście katolickich diecezji tytularnych, od 1990 nie jest obsadzona.

## Biskupi tytularni
| Lp. | Biskup                             | Od               | Do           |
| --- | ---------------------------------- | ---------------- | ------------ |
| 1   | Louis-Joseph-Ephrem Groshenry MAfr | 17 czerwca 1937  | 18 maja 1962 |
| 2   | Sinforiano Lucas Rojo OMI          | 24 sierpnia 1962 | 4 maja 1990  |